# Ibirataia (ort)
Ibirataia är en ort i Brasilien.   Den ligger i kommunen Ibirataia och delstaten Bahia, i den östra delen av landet, 900 km öster om huvudstaden Brasília. Ibirataia ligger 151 meter över havet och antalet invånare är 19 942.
Terrängen runt Ibirataia är kuperad österut, men västerut är den platt. Närmaste större samhälle är Ipiaú, 13,0 km sydväst om Ibirataia.
I omgivningarna runt Ibirataia växer i huvudsak städsegrön lövskog. Runt Ibirataia är det ganska tätbefolkat, med 54 invånare per kvadratkilometer.